# Lior Suchard
Lior Suchard (em hebraico:  ליאור סושרד    pronunciado; nascido a 6 de dezembro de 1981) é um mentalista israelita e auto-descrito "mistificador" que realiza "entretenimento sobrenatural".

## Vida
Suchard nasceu em Haifa, Israel, como o mais novo dos três irmãos. Nma entrevista, ele disse que, quando criança, ele era um estudante de matemática assediado pelos grupos "aceitos". Ainda jovem, ele se apresentou pela primeira vez na frente de crianças em idade escolar, e aos 14 anos começou a fazer espetáculos em festas de eventos e aniversários. Ele é graduado da Escola Reali em Haifa .

## Carreira no estágio inicial eThe Successor
Depois de completar três anos de serviço militar como combatente Patriota na Força Aérea de Israel, Suchard começou a aumentar as suas aparições em Israel. A sua primeira exposição na televisão nacional foi em vários programas matinais.
Em 2005, ele foi convidado a aparecer no programa The Successor (também conhecido como The Next Uri Geller ), o programa de TV israelita de Uri Geller, que foi ao ar no final de 2006. Suchard venceu oito outros candidatos e venceu a competição para ser o sucessor de Geller. Este foi um avanço internacional para a Suchard porque o programa foi vendido e transmitido em vários países, incluindo Alemanha, Polónia e Itália.